# 法罗群岛历史
法羅群島的早期歷史細節已不得而知。一種較有力的說法認為6世紀時由愛爾蘭僧侶布倫丹發現的「羊島」可能就是法羅群島。在9世紀至10世紀時，已有北欧人定居法羅群島。1000年時，法羅群島正式皈依基督教，並且在1035年成為挪威王國的一部分。之後隨著挪威和丹麥合併，法羅群島又成為丹麥-挪威王國的一部分。二戰期間，法羅群島一度被納粹德國佔領。戰爭結束後英國曾短暫佔領法羅群島。1946年，法羅群島舉辦獨立公投，但未獲得丹麥承認。1948年之後，法羅群島是丹麥的自治領土。

## 早期盖尔人和挪威人定居
在挪威人到来之前，有人类在法罗群岛生活的痕迹。科学家们在法罗群岛上发现了4世纪中叶至6世纪中叶及6世纪末至8世纪末两个时代沉淀的烧焦大麦和泥炭灰。

## 14世纪前
关于法罗群岛名称的最早记载是在赫里福德地圖。

## 14世纪至第二次世界大战
挪威人在该岛的主导地位直到1380年，此后本岛属于丹麦挪威王国的一部分。

## 第二次世界大战
在第二次世界大战期间，丹麦被纳粹德国占领。英国对法罗群岛进行占领。

## 战后
随着丹麦解放和第二次世界大战结束，英国于1945年9月撤出法罗群岛。